# Blau-Weiß 90 Berlin
Blau-Weiß 90 Berlin (offiziell: Sportliche Vereinigung Blau-Weiß 1890 e. V.) war ein deutscher Sportverein aus Berlin-Mariendorf. Bekanntheit erlangte er durch seine Fußballabteilung, die zweimal an der Endrunde um die deutsche Fußballmeisterschaft teilnahm und 1986 in die Bundesliga aufstieg. Nach dem Lizenzentzug 1992 musste der Verein Konkurs anmelden und wurde aufgelöst. Nach der Auflösung wurde der SV Blau Weiss Berlin als inoffizieller Nachfolgeverein gegründet, der seit 2015 wieder den traditionellen Namen Blau-Weiß 90 Berlin trägt.

## Geschichte

### Die Stammvereine
Der Verein Blau-Weiß 90 Berlin entstand am 27. Juli 1927 durch Fusion des Berliner FC Vorwärts 1890 mit dem Berliner TuFC Union 1892. Der BFC Vorwärts 90 wurde am 2. November 1890 gegründet und wurde 1902 und 1903 märkischer sowie 1921 brandenburgischer Fußballmeister. Größter Erfolg des Vereins war der Einzug ins Endspiel um die deutsche Fußballmeisterschaft 1920/21, das die Mannschaft in Düsseldorf mit 0:5 gegen den 1. FC Nürnberg verlor. Mit Walter Fritzsche, Georg Schumann, Albert Weber und Karl Wolter brachte Vorwärts vier deutsche Nationalspieler hervor.
Zweiter Stammverein war der Berliner TuFC Union 1892, der am 8. Juni 1892 gegründet wurde. Union wurde im Jahr 1905 durch einen 2:0-Endspielsieg über den Karlsruher FV Deutscher Meister. Wie Fusionspartner Vorwärts 90 brachte Union 92 mit Paul Eichelmann, Otto Hantschick, Ernst Poetsch und Hans Ruch vier deutsche Nationalspieler hervor. Beide Stammvereine konnten Mitte der 1920er Jahre nicht mehr an ihre sportlichen Erfolge anknüpfen und wollten mit der Fusion dem sportlichen Abwärtstrend begegnen.

### Nach der Fusion (1927 bis 1945)

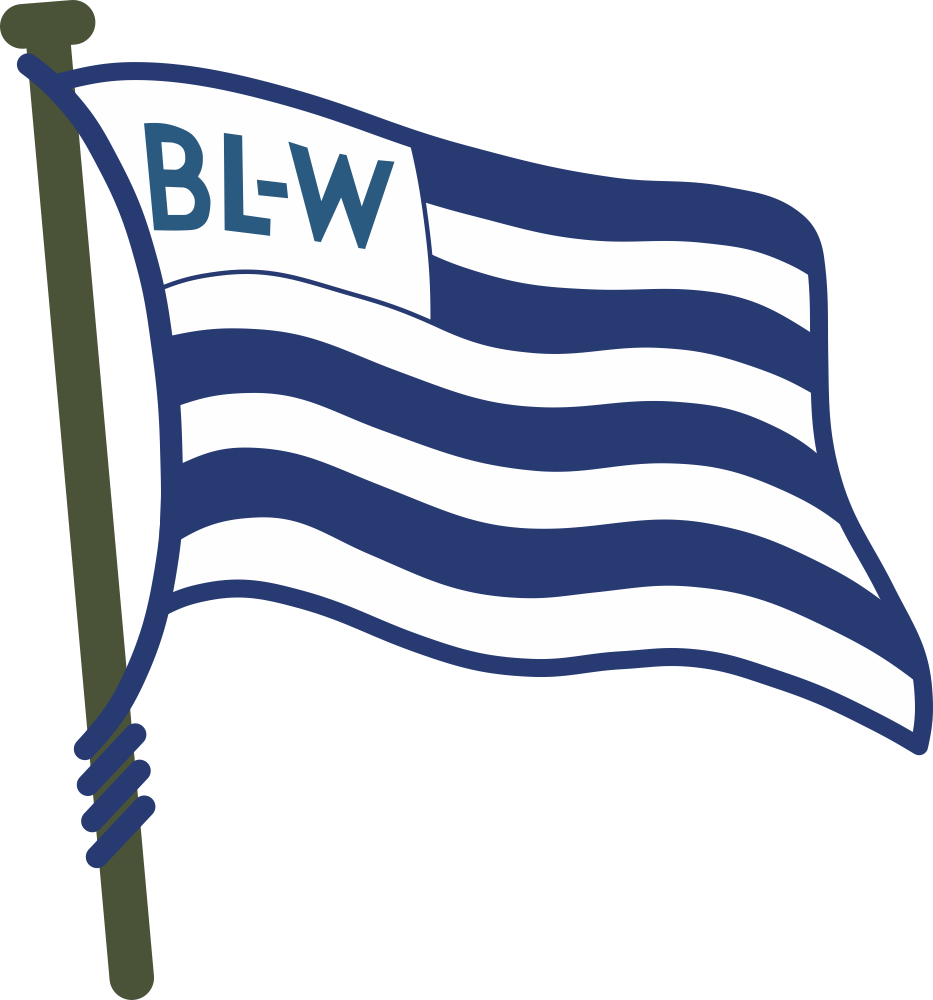
Logo von Blau-Weiß 90 Berlin in den 1930er

Die Hoffnungen, die in den Fusionsverein gesetzt wurden, konnten zunächst nicht erfüllt werden. Blau-Weiß 90 stieg schon in der ersten Saison nach dem Zusammenschluss aus der Berliner Oberliga ab und kehrte erst 1930 zurück. Drei Jahre später gehörten die Mariendorfer zu den Gründungsmitgliedern der Gauliga Berlin-Brandenburg. Nach zwei vierten Plätzen rutschte Blau-Weiß in der Tabelle hinab und musste 1937 absteigen. Ein Jahr später gelang aufgrund des besseren Torquotienten gegenüber der BSG Lorenz Berlin der direkte Wiederaufstieg. Gleichzeitig wurde die erfolgreichste Phase der Vereinsgeschichte vor dem Zweiten Weltkrieg eingeleitet. Nach einem 1:0-Sieg am letzten Spieltag gegen den SV Elektra Berlin sicherten sich die Blau-Weißen auf Anhieb die Gaumeisterschaft aufgrund des besseren Torquotienten gegenüber Hertha BSC.
Die Mariendorfer begannen die Endrunde um die deutsche Meisterschaft mit einem 3:3 gegen den Hamburger SV und einem 2:1 beim SV Hindenburg Allenstein. Aus den folgenden vier Partien kam jedoch nur ein Punkt durch ein 1:1 beim VfL Osnabrück hinzu und Blau-Weiß wurde Gruppenletzter. Ein Jahr später verpasste die Mannschaft die Titelverteidigung, als sie in den Endspielen um die Gaumeisterschaft Union Oberschöneweide unterlag. Ab 1940 verstärkte der damalige deutsche Rekordnationalspieler Ernst Lehner die Mariendorfer, die 1942 erneut Gaumeister wurden.
Damit nahm Blau-Weiß erneut an der deutschen Meisterschaft teil. Über die Stationen LSV Pütnitz, SV Dessau 05 und VfB Königsberg erreichten die Mariendorfer das Halbfinale. Dort unterlag die Mannschaft dem FC Vienna Wien mit 2:3. Zwei Wochen später besiegte Blau-Weiß im Spiel um Platz drei Kickers Offenbach mit 4:0. Lehner kehrte am Saisonende nach Augsburg zurück und Blau-Weiß versank wieder im Mittelmaß.

### Nachkriegszeit (1945 bis 1974)
Nach Kriegsende wurden alle Berliner Fußballvereine aufgelöst und durch 36 kommunale Sportgruppen ersetzt. Die Spieler von Blau-Weiß traten nunmehr als SG Mariendorf an, als welche die Mannschaft die Endrunde um die Berliner Meisterschaft erreichte und dort Letzter wurde. Es folgten drei Jahre in der Berliner Stadtliga, aus der die Mariendorfer 1949 abstiegen. Gleichzeitig durfte die SG wieder den Namen Blau-Weiß 90 Berlin annehmen. Der direkte Wiederaufstieg wurde sportlich verpasst; doch Blau-Weiß rückte aufgrund des Rückzugs der Ost-Berliner Mannschaften ins Oberhaus nach, wo es zwischen Mittelmaß und Abstiegskampf pendelte. 1956, 1957 und 1959 reichte es jeweils zu Platz 5, ehe die Mannschaft 1960 absteigen musste.
Drei Jahre später sicherten sich die Mariendorfer die Meisterschaft in der Amateurliga Berlin und qualifizierten sich für die deutsche Amateurmeisterschaft 1963. In der Qualifikation traf die Mannschaft auf den Lüner SV, von dem man sich mit 3:3 nach Verlängerung trennte. Das Wiederholungsspiel gewannen die Lüner mit 2:0. Ab 1963 spielte Blau-Weiß in der zweitklassigen Regionalliga Berlin, wo die Mariendorfer zunächst nicht über das Mittelmaß hinauskamen. Dies änderte sich, als der Verein 1969 den vereinseigenen Sportplatz für 900.000 Mark verkaufte und zahlreiche ehemalige Bundesligaspieler verpflichtete.
Am Ende der Saison 1970/71 verpasste die Mannschaft als Dritter mit einem Punkt Rückstand auf Wacker 04 Berlin die Aufstiegsrunde. Ein Jahr später hatte Blau-Weiß als Dritter einen Punkt Rückstand auf Vizemeister Tasmania Berlin. Wolfgang John wurde in dieser Saison mit 39 Toren Torschützenkönig. Erst 1972/73 wurden die Mariendorfer Regionalligameister und zogen in die Aufstiegsrunde zur Bundesliga ein. Hier waren die Blau-Weißen jedoch chancenlos. Gleich zum Auftakt verlor die Mannschaft mit 0:7 bei Fortuna Köln. Ihren einzigen Sieg landeten sie im bedeutungslosen letzten Spiel mit einem 3:2 gegen den 1. FSV Mainz 05. Ein Jahr später belegte die Mannschaft den dritten Platz in der letzten Saison der Regionalliga Berlin. Nach dem Bundesligaaufstieg von Tennis Borussia Berlin bestand die Möglichkeit, in die neu gegründete 2. Bundesliga nachzurücken. Die Mariendorfer verzichteten und der freie Platz ging an den 1. FC Mülheim.

### Die Ära Kropatschek (1974 bis 1986)
Die Mariendorfer spielten ab 1974 in der nunmehr drittklassigen Amateurliga Berlin weiter und mussten 1978 erstmals in die Viertklassigkeit absteigen. Als Vizemeister der Landesliga gelang der direkte Wiederaufstieg. Nach zwei Jahren Abstiegskampf ging es 1981 erneut hinunter in die Landesliga. Dieses Mal brauchten die Blau-Weißen zwei Jahre bis zur Rückkehr. Im Frühjahr 1983 stieg der Werbekaufmann Konrad Kropatschek bei Blau-Weiß ein. Kropatschek wollte dem Verein auf eigene Rechnung hochkarätige Spieler verpflichten, um diese dann später für teures Geld zu verkaufen. Die Einnahmen standen vertragsgemäß Kropatschek zu. Der Verein willigte ein, ohne sich mit Kropatscheks Vergangenheit auseinanderzusetzen. 1976 war Kropatschek wegen Kreditbetrugs zu vier Jahren Haft verurteilt und über die ZDF-Sendung Aktenzeichen XY … ungelöst gesucht worden.
Dank dem neuen Gönner konnte Blau-Weiß seine Mannschaft erheblich verstärken und wurde als Aufsteiger in der Oberligasaison 1983/84 Meister. In der folgenden Aufstiegsrunde zur 2. Bundesliga machten die Mariendorfer nach einem 2:1-Sieg über den 1. FC Bocholt den Durchmarsch perfekt. In der Saison 1984/85 wurde Platz sieben erreicht und Blau-Weiß übernahm die sportliche Vorherrschaft in der Stadt. Ein Jahr später stellten die Mariendorfer die fußballerische Rangordnung Berlins auf den Kopf, als sie in die Bundesliga auf- und Hertha BSC und Tennis Borussia Berlin in die Oberliga abstiegen. Der Stürmer Leo Bunk wurde mit 26 Treffern Torschützenkönig der 2. Bundesliga, und die Mannschaft trat anschließend gemeinsam mit dem Schlagersänger Bernhard Brink im aktuellen sportstudio auf mit dem Lied „Wir sind heiß auf Blau-Weiß“.
Hinter den Kulissen ging es während der Aufstiegssaison turbulent zu, da der Mäzen Kropatschek immer mehr in finanzielle Schwierigkeiten geriet. Wie vertraglich vereinbart, wurden die Rechte auf Transfererlöse an Dritte verpfändet. Teilweise wurden die Rechte an einem Spieler gleich an mehrere Gläubiger verpfändet. Schließlich kündigte der Verein im November 1985 die Verträge mit Kropatschek, der den Mariendorfern über 1,3 Millionen Mark schuldete. Die finanzielle Rettung für Blau-Weiß kam durch den Nürnberger Sanitärkaufmann Hans Maringer, der ebenfalls ein Gläubiger Kropatscheks war.

### Von der Bundesliga zum Konkurs (1986 bis 1992)
Aufgrund der finanziellen Situation konnte sich der Verein keine teuren Neuzugänge leisten. Nach zwei Niederlagen zum Auftakt gelang am dritten Spieltag mit einem 3:2 über Borussia Mönchengladbach der erste Saisonsieg. Danach folgte eine Serie von 21 sieglosen Spielen, ehe die Blau-Weißen mit einem 3:1 bei Eintracht Frankfurt wieder gewinnen konnten. Trotz dieser Negativserie hatten die Mariendorfer am vorletzten Spieltag immer noch Chancen auf den Klassenerhalt, die mit einer 1:2-Niederlage beim Hamburger SV zunichtegemacht wurden. Mit einem 2:2 gegen den FC 08 Homburg verabschiedeten sich die Berliner aus der Bundesliga, während Torjäger Karl-Heinz Riedle, der zehnmal getroffen hatte, für 1,3 Millionen Mark zu Werder Bremen wechselte.
Dennoch stand der mit 1,4 Millionen Mark verschuldete Verein vor einer ungewissen Zukunft. Nach dem Abstieg erreichte Blau-Weiß mehrfach Platzierungen im vorderen Mittelfeld. In der Saison 1988/89 verspielte die Mannschaft durch drei Niederlagen in den letzten drei Spielen die mögliche Rückkehr in die Bundesliga. Da die Hertha in dieser Saison in die 2. Bundesliga zurückkehrte, vergrößerten sich die finanziellen Probleme immer weiter. Beispielsweise wurden Blau-Weiß und Hertha von derselben Gerüstbaufirma unterstützt, die sich dann später ganz auf Hertha BSC konzentrierte.
Auch die Zuschauerzahlen gingen stark zurück. Während in der Saison 1988/89 noch 6.820 Zuschauer im Schnitt die Heimspiele sahen, sank die Zahl auf 2.355 in der Saison 1990/91. In der Saison 1991/92 mussten die Mariendorfer in die Abstiegsrunde und belegten dort den drittletzten Platz, der zur Relegationsrunde mit dem TSV 1860 München und dem TSV Havelse berechtigte. Daraus wurde jedoch nichts, da der Deutsche Fußball-Bund Blau-Weiß 90 die Lizenz für die 2. Bundesliga entzog. Am 28. Juni 1992 sah sich der Verein aufgrund des Lizenzentzuges gezwungen, Konkurs anzumelden. Der Verein wurde aufgelöst und aus dem Vereinsregister gelöscht.

### Auflösung und Gründung eines Nachfolgers

Logo des SV Blau Weiss Berlin

Der 1992 gegründete SV Blau Weiss Berlin ist ein selbständiger Verein, der nach der Auflösung von Blau-Weiß 90 dessen sportliche Tradition fortführt. Er ist jedoch nicht Rechtsnachfolger von Blau-Weiß 90 und nimmt auch in seiner Satzung keinen Bezug darauf. Die erste Männermannschaft musste in der Kreisliga C, der untersten Spielklasse, neu beginnen. Vier Aufstiege in Folge brachten den SV Blau Weiss in die Landesliga, aus der der Verein 2006 wieder abstieg. Nach mehreren Jahren in der Bezirksliga gelang 2013 der Wiederaufstieg in die Landesliga. Mit John Anthony Brooks brachte der SV Blau Weiss einen US-amerikanischen Nationalspieler hervor. Im Juni 2015 nahm der Verein den Namen seines Vorgängers „Sportliche Vereinigung Blau-Weiß 1890“ an.
Im Sommer 2016 stieg Blau-Weiß in die Berlin-Liga auf. Im Jahr 2018 gelang die Berliner Meisterschaft und damit der Aufstieg in die fünftklassige Oberliga Nordost. Trainiert wurde die Mannschaft in den fünf folgenden Oberliga Spielzeiten von Marco Gebhardt. Trotz einstelliger Platzierungen zog sich Blau-Weiß 90 nach der Saison 2022/23 aus infrastrukturellen Gründen aus der Oberliga zurück. Mit einer neu aufgestellten Mannschaft misslang in der Folgesaison der Klassenerhalt in der Verbandsliga und es folgte der Abstieg in die Landesliga.

## Sportliche Erfolge
- Deutsche Fußballmeisterschaft:
  - Dritter: 1941/42
  - Teilnahme an der Endrunde um die deutsche Meisterschaft 1938/39
  - Teilnahme an der Fußball-Bundesliga 1986/87
- 2. Bundesliga:
  - Vize-Meister: 1986
- Deutscher Fußballpokal
  - Viertelfinale: 1939, 1942
- Berliner Fußballmeisterschaft:
  - Meister: 1939, 1942, 1973, 1984,
  - Vize-Meister: 1940, 1945
  - Dritter: 1941, 1971, 1972, 1974
- Berliner Fußballpokal
  - Sieger: 1934, 1952, 1984
  - Finalist: 1973

## Stadien
Blau-Weiß 90 spielte von 1927 bis 1966 auf dem Sportplatz an der Rathausstraße, der auch als Union-Platz bzw. Blau-Weiß-Platz bekannt war. Daraufhin spielten die Mariendorfer entweder im Friedrich-Ebert-Stadion im Stadtteil Tempelhof oder im Mommsenstadion im Stadtteil Charlottenburg. Nach dem Aufstieg in die 2. Bundesliga im Jahre 1984 spielten die Blau-Weißen im Berliner Olympiastadion. Nach dem Fall der Berliner Mauer trugen die Mariendorfer einige Heimspiele im Friedrich-Ludwig-Jahn-Sportpark aus, der sich im ehemaligen Ostteil der Stadt befindet.

## Persönlichkeiten

### Kader der Bundesligasaison 1986/87
Die Zahlen in Klammern beziehen sich auf die Einsätze und Tore in der Saison 1986/87.
| Holger Gehrke   | (10/0) |
| Reinhard Mager  | (24/0) |
| Andreas Maiwald | 0(0/0) |

| Dieter Brefort   | (20/2) |
| Egon Flad        | (30/5) |
| Bernd Gerber     | (14/0) |
| Jürgen Haller    | (24/0) |
| Manfred Hellmann | (33/0) |
| Michael Schmidt  | (26/0) |
| Helmut Schweger  | 0(7/0) |
| Thomas Ahlgrimm  | 0(0/0) |

| Norbert Bebensee  | 0(4/0) |
| Alan Clarke       | (15/0) |
| Horst Feilzer     | (26/2) |
| Dirk Schlegel     | (18/0) |
| Wolfgang Schüler  | (24/6) |
| Hans-Peter Stark  | (18/0) |
| René Vandereycken | (24/0) |

| Stefan Dinauer    | (17/2)  |
| Jörg Gaedke       | (32/1)  |
| Bodo Mattern      | (21/5)  |
| Christian Müller  | 0(0/0)  |
| Karl-Heinz Riedle | (34/10) |
| Peter Saternus    | 0(2/0)  |
| Selçuk Yula       | (11/2)  |

### Weitere ehemalige Spieler
- Thomas Adler, 100 Punktspiele und 39 Tore für BW, 19 Bundesligaspiele für Bayer Uerdingen
- Leo Bunk, 1983 bis 1986 Stürmer bei BW, danach 23 Bundesligaspiele für den VfB Stuttgart
- Gerhard Graf, Stürmer, Stadtligameister mit TeBe, Trainer bei Hertha BSC
- Johann Herberger, Großneffe von Sepp Herberger
- Johann Kramer, 1988 bis 1989 Mittelfeldspieler, 1987 ein Länderspiel für Rumänien
- Alexander Kutschera
- Waldemar Ksienzyk, vierfacher DDR-Meister (BFC Dynamo), 1987 ein A-Länderspiel für die DDR
- Ernst Lehner, von 1933 bis 1941 65 Länderspiele, 10 Einsätze für BW
- Stanislav Levý, 1983 bis 1988, tschechischer Nationalspieler
- Andreas Neuendorf, Jugendspieler bei BW, ab 1994 Bundesligaspieler bei Bayer Leverkusen und Hertha BSC
- Rainer Rauffmann, 1991/92 Zweitligaspieler bei BW, später Nationalspieler für Zypern
- Thorsten Schlumberger, von 1987 bis 1992 146 Punktspiele und Rekordtorschütze mit 44 Tore für BW.
- Rüdiger Vollborn, Junioren-Torwart bei BW, später Bundesligatorwart bei Bayer Leverkusen